# Maackia
Maackia là một chi thực vật có hoa trong họ Đậu.

## Hình ảnh

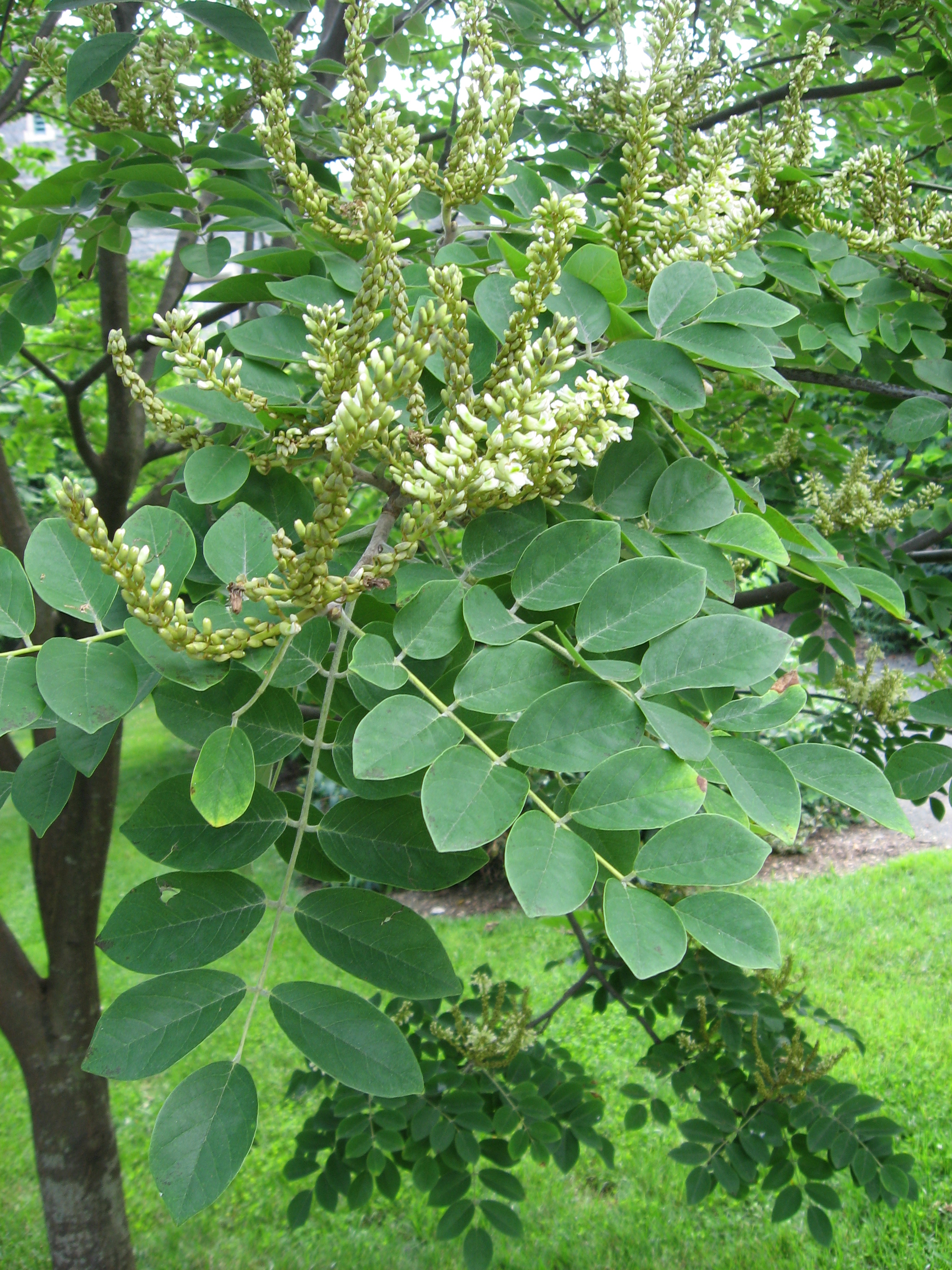
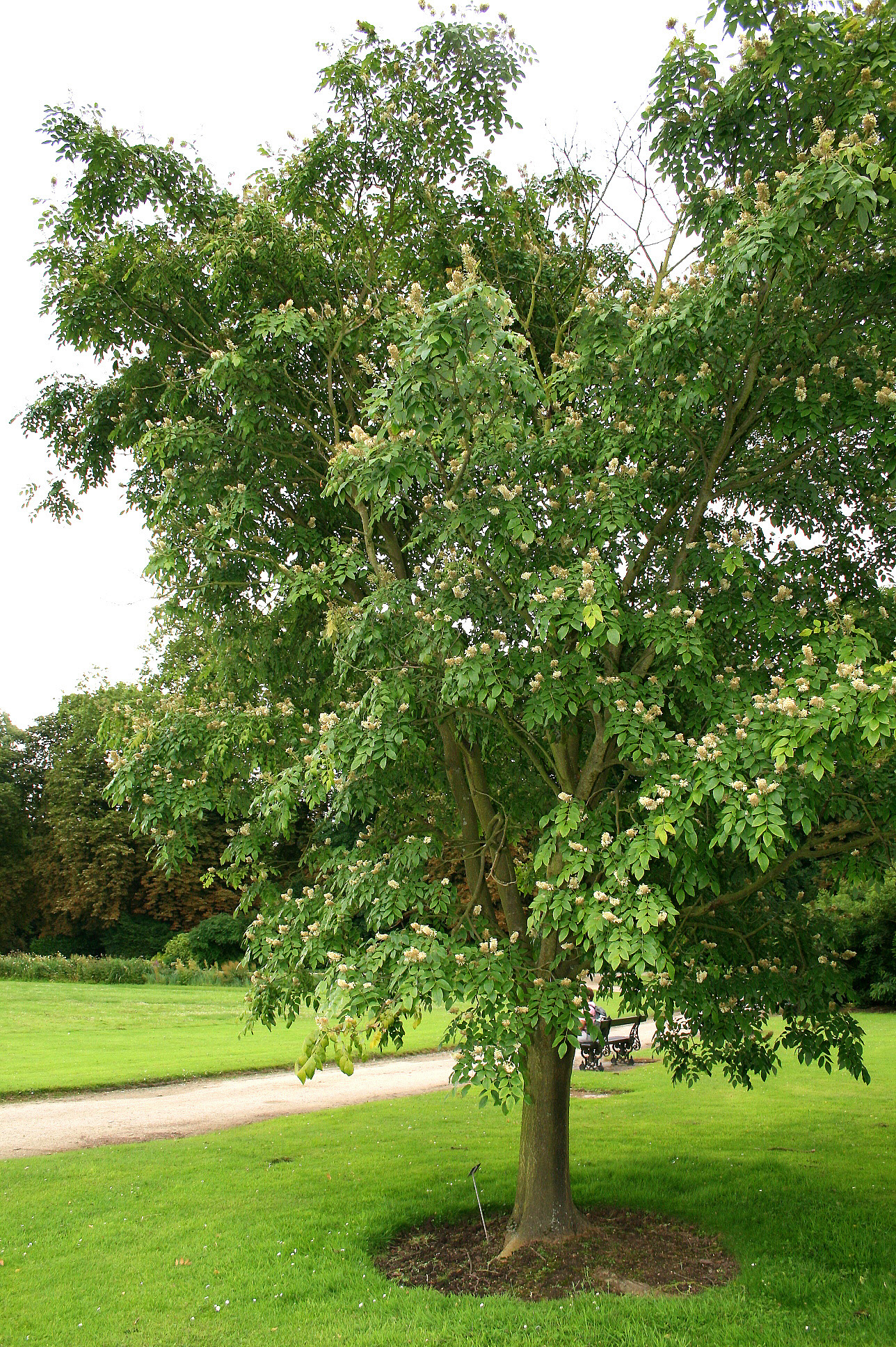
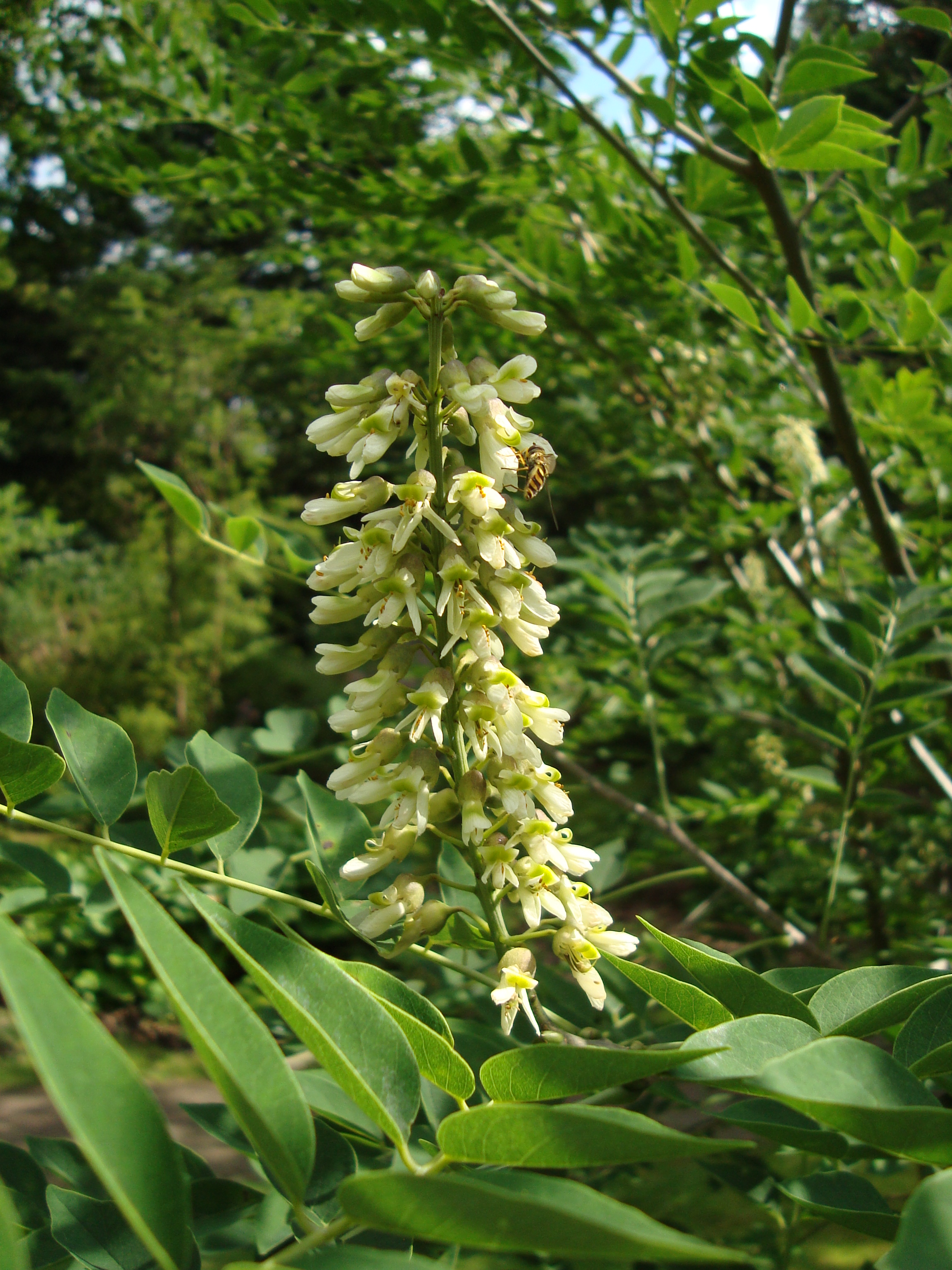